# Alois Josef Krakovský z Kolowrat
Alois Josef Krakovský z Kolovrat (ur. 21 stycznia 1759 w Pradze; zm. 28 marca 1833 tamże) – czeski duchowny kościoła katolickiego, biskup hradecki w latach 1815–1831, arcybiskup metropolita praski i prymas Czech od 1831 roku.

## Życiorys
Urodził się w 1759 roku jako syn Prokopa Krakovský von Kolowrata, czeskiego sędziego krajowego. Po ukończeniu studiów w Pradze i Rzymie otrzymał stopień naukowy doktora teologii oraz święcenia kapłańskie. W 1781 roku powrócił do Czech, gdzie został prepozytem kapituły w Kromieryżu, a następnie został kanonikiem w Ołomuńcu.
22 grudnia 1800 roku został wyznaczony przez papieża Piusa VII na biskupa pomocniczego archidiecezji ołomunieckiej oraz biskupem tytularnym Sarepty. Jego konsekracja biskupia miała miejsce 1 marca 1801 roku w ołomunieckiej katedrze. W 1812 roku został prekonizowany na ordynariusza Hradec Kralove. W 1831 roku dzięki poparciu cesarza Ferdynanda V Dobrotliwego został wyniesiony na urząd arcybiskupa metropolity praskiego i prymasa Czech, który piastował niespełna dwa lata do swojej śmierci w 1833 roku.